# Le quattro stagioni (film 1981)
Le quattro stagioni (The Four Seasons) è un film del 1981 diretto da Alan Alda.